# Hammons Field
 (octobre 2024).
Si vous disposez d'ouvrages ou d'articles de référence ou si vous connaissez des sites web de qualité traitant du thème abordé ici, merci de compléter l'article en donnant les références utiles à sa vérifiabilité et en les liant à la section « Notes et références ».
Le Hammons Field est un stade de baseball, d'une capacité d'environ 8 000 places, situé dans la ville de Springfield, dans l'État du Missouri, aux États-Unis. Il a une capacité de 10 486 places.
L'installation, entièrement financée par l'homme d'affaires local, le magnat de l'hôtel et le bienfaiteur John Q. Hammons.
Il est depuis 2004 le domicile des Cardinals de Springfield, club de baseball professionnel de ligue mineure, de niveau AA, affilié aux Cardinals de Saint-Louis.
En février 2023, la ville de Springfield a acheté Hammons Field et ses parkings environnants pour 12 millions de dollars avec des plans pour dépenser 4 millions de dollars pour les améliorations du stade.